# Yelp, Inc.
Yelp, Inc. ist ein US-amerikanisches Internetunternehmen, das ein Empfehlungsportal für Dienstleister betreibt. Es wurde 2004 von Jeremy Stoppelman und Russel Simmons gegründet, und ihre Yelp-Website wurde im Februar 2005 mit dem Schwerpunkt nutzergenerierte Rezensionen überarbeitet. Zwischen 2005 und 2010 erhielt Yelp eine Kapitalausstattung von 130 Millionen US-Dollar und wurde 2012 eine Aktiengesellschaft am US-Aktienmarkt. Umsätze erwirtschaftet das Unternehmen durch Werbung für Geschäfte auf seiner Website. Sein Internet-Bewertungssystem für gewerbliche Einträge war bereits Gegenstand sowohl von Kontroversen als auch Rechtsstreitigkeiten.

## Geschichte

### 2004: Konzept und Gründung
Yelp Inc. hat sich aus einem Gründerzentrum namens MRL Ventures entwickelt, das von Max Levchin und mehreren ehemaligen PayPal-Führungskräften gegründet wurde. Stoppelman schlug eine Website vor, auf der Benutzer Freunde um ihre Empfehlungen für lokale Dienstleistungen via E-Mail bitten konnten, und Levchin war bereit, 1 Million US-Dollar in das Projekt zu investieren. MRL-Mitgründer David Galbraith, der Recherchen zu einem Internetprodukt nach Art der Gelben Seiten initiiert hatte, schlug den Namen Yelp vor. Dies ist eine Kurzform von Yellow Pages (dt.: Gelbe Seiten), zudem gefiel ihnen der Klang des Wortes. Das Projekt wurde dann 2004 gestartet.

### 2005 bis 2010: Entwicklung und Expansion
2005 begann Yelp Inc. damit, seine Website um Merkmale sozialer Netzwerke zu erweitern und richtete eine Gruppe von Super-Benutzern namens The Yelp Elite ein. Die Anzahl der Rezensenten stieg von 12.000 im Jahr 2005 auf 100.000 Rezensenten im Jahr 2006, und bis 2007 hatte die Website eine Million Bewertungen von Besuchern von Geschäften erhalten. Im Jahr 2008 stiegen die Besucherzahlen auf fünfzehn Millionen Besucher pro Monat.
Im Oktober 2005 erhielt Yelp Inc. eine 5 Millionen US-Dollar schwere Wagniskapitalfinanzierung von Bessemer Venture Partners zur Finanzierung seiner Expansion auf die Märkte New York City, Chicago und Boston. Im Oktober 2006 investierte Benchmark Capital 10 Millionen US-Dollar, gefolgt von einer Investition in Höhe von 15 Millionen US-Dollar von DAG Ventures im Februar 2008. Im Januar 2010 erhielt Yelp Inc. 100 Millionen US-Dollar Wagniskapital von Elevation Partners, mit denen die Vertriebsmannschaft ausgebaut wurde.
2008 erweiterte Yelp Inc. seine Website um neue Merkmale, mit denen Geschäftsinhaber ihre eigenen Einträge verwalten konnten, und stellte seine erste iPhone-App vor. Yelp-Websites wurden für Kanada (2008), Großbritannien (2009), Frankreich (2010), Deutschland (2010), Australien (2011), Dänemark (2012), die Türkei (2013), Neuseeland (2013), Brasilien (2013), die Tschechische Republik (2013) und Spanien (2013) lanciert. Im August 2009 kam ein Update der iPhone-App von Yelp mit einer versteckten Easter-Egg-Funktion namens Monocle heraus, das Yelp-Bewertungen über die Kamerasicht des iPhone überlagern konnte und als erste Augmented-Reality-Handyapp für das iPhone galt.
Im Dezember 2009 nahm Google Verhandlungen mit Yelp Inc. über eine Übernahme des Unternehmens auf, aber die beiden Parteien konnten sich nicht einigen. Nach Angaben der New York Times hatte Google mehr als 500 Millionen US-Dollar geboten, aber das Geschäft war geplatzt, nachdem Yahoo 1 Milliarde US-Dollar geboten hatte. Tech Crunch berichtete, dass Google sich geweigert habe, das gleiche wie Yahoo zu bieten. In der Folge konnten die Geschäftsleitung und der Verwaltungsrat von Yelp Inc. keine Einigung bei den Verkaufsbedingungen erzielen, sodass beide Angebote nicht weiter verfolgt wurden.
San Francisco, wo Yelp gegründet wurde, blieb (Stand 2008) am aktivsten, aber Yelp wurde auch in 18 weiteren Ballungsräumen, darunter Boston, Chicago, New York, Washington, D.C., San Diego und Los Angeles in erheblichem Umfang genutzt. Die Website hatte mehr als 4.000 bewertete Restauranteinträge in San Francisco, einige davon mit jeweils Hunderten Bewertungen. Berichten zufolge hat Yelp 108 Millionen Besucher pro Monat und insgesamt 42 Millionen Benutzerbewertungen. Die Bewertungen hatten nach Schätzungen des CEO zu 85 % einen positiven Trend und stammten höchstwahrscheinlich vorwiegend von der Bevölkerungsgruppe der 26-35-Jährigen.
Im Januar 2010 führte Yelp Inc. eine Internet-Eincheckfunktion ein, die das Unternehmen in Konkurrenz zum sozialen Netzwerk Foursquare brachte. Im Juni dieses Jahres ging die Restaurantreservierungsfunktion von OpenTable in der Website auf.
Im September untersuchten zwei Wirtschaftswissenschaftler der Universität Berkeley 300 Restaurants in San Francisco und korrelierten deren abendliche Reservierungszahlen mit deren Bewertung auf Yelp. Mithilfe von Online-Reservierungsdaten von Juli 2010 bis Oktober 2010 kamen sie zu dem Schluss, dass eine Verbesserung von 3,5 auf 4 Sterne einer Zunahme um 19 Prozentpunkte bei den 19-Uhr-Buchungen entsprach. Im gleichen Monat veröffentlichte ein Assistenzprofessor der Harvard Business School eine Analyse, in der er Daten aller in Yelp bewerteten Restaurants in Seattle, Washington aus dem Zeitraum von 2003 bis 2009 verwendete, und kam zu dem Schluss, dass eine Verbesserung der Bewertung eines Restaurants auf Yelp um einen Stern mit einem Umsatzanstieg um 5 % bis 9 % einher ging.

### 2011 bis heute: Weiterentwicklung und Börsengang
Seit April 2011 bietet Yelp Inc. einen Dienst namens Yelp Deals an. Im Juni wurde die Dienstleistung für Android- und iPhone-Apps verfügbar. Bis August hatte Yelp Inc. die Häufigkeit seiner Yelp Deals aufgrund von stärkerem Wettbewerb und Marktsättigung verringert und plante, sein Vertriebspersonal im Bereich Yelp Deals zu halbieren.
Im September dieses Jahres wirkte Yelp Inc. bei den Ermittlungen der Federal Trade Commission bezüglich mutmaßlich wettbewerbsschädlicher Praktiken von Google mit. Yelp Inc. behauptete, Google Places nutze seine Webinhalte, ohne die Quelle anzugeben. Yelp behauptete darüber hinaus, dass Google in seiner Verbraucher-Suchmaschine Google Places gegenüber der Yelp-Website bevorzuge.
Im November dieses Jahres entschied sich Yelp Inc. für einen Börsengang. Nach Angaben in den bei der United States Securities and Exchange Commission eingereichten Dokumenten hatte das Unternehmen trotz eines um 79,9 Prozent höheren jährlichen Umsatzes noch keine Gewinne erwirtschaftet. Am 2. März 2012 wurde der Handel mit den Aktien des Unternehmens an der New York Stock Exchange zum Kurs von 15 US-Dollar aufgenommen. Die Marktkapitalisierung betrug damit 898 Millionen US-Dollar. Die mehr als 110 Millionen US-Dollar, die mit dem Börsengang eingenommen wurden, halfen bei der Finanzierung der rasanten Expansion auf dem US-Markt wie auch auf den internationalen Märkten.
Der Inhalt der Website des Unternehmens wurde in die Karten- und Wegbeschreibungs-App in der im September 2012 erschienenen iOS 6-Version von Apple aufgenommen. Das Unternehmen meldete im November 2012, 45 % seines Internetverkehrs stamme von mobilen Geräten. Im gleichen Jahr vereinbarte Yelp Inc. die Übernahme seines größten europäischen Konkurrenten Qype für 50 Millionen US-Dollar. Im darauffolgenden Jahr verringerte Stoppelman sein Gehalt als CEO auf 1 US-Dollar und erhält seine Bezahlung seitdem ausschließlich aus seinen Aktienoptionen.
2013 übernahm Yelp Inc. das Online-Reservierungsunternehmen SeatMe, ein Startup, für 12,7 Millionen US-Dollar in Form von Bargeld und Unternehmensaktien. Seit dem gleichen Jahr bietet das Unternehmen die Möglichkeit zur Essensbestellung und -Lieferung und zeigt Ergebnisse von Restaurant-Hygieneprüfungen auf der Website an. Nach Aussagen in einem Artikel von CNN vom September 2013 hat der Umsatz von Yelp Inc. im zweiten Quartal die Erwartungen übertroffen, konnte aber wie viele andere Internet-Lieblinge noch keinen Gewinn erwirtschaften. Seit 2014 ist Yelp, Inc. profitabel.
Im Oktober 2014 übernahm Yelp das Portal Restaurant-Kritik.
Anfang 2016 rutschte Yelp in die roten Zahlen.
Im April 2020 gab das Unternehmen an, dass seine Kunden durch die Maßnahmen der Coronakrise schwer getroffen seien. Yelp gab bekannt, mehr als 2000 seiner Mitarbeiter zu entlassen.

## Internet-Dienste und Features
Die Website des Unternehmens hat per Dezember 2014 mehr als 135 Millionen Unique User pro Monat.

### Suchmaschine
Die Website des Unternehmens bietet spezialisierte Suchfunktionen und liefert Informationen über Geschäfte in einem bestimmten, anhand von Adresse oder Postleitzahl vorgegebenen Gebiet. Jeder kostenpflichtige Eintrag eines Geschäfts enthält eine gefilterte 5-Punkte-Bewertung, gefilterte Rezensionen anderer Besucher der Website sowie Details wie z. B. Anschrift, Öffnungszeiten, behindertengerechter Zugang und Parkmöglichkeiten. Die Besucher der Website können Einträge von Geschäften mit Genehmigung des Moderators aktualisieren und Geschäftsinhaber können direkt auf die Daten ihres Eintrags zugreifen und diese aktualisieren. Zu den Einträgen zählen Ladengeschäfte, Dienstleister, kulturelle Veranstaltungsorte, öffentliche Orte und mehr. Die Websites und Features von Yelp sind für viele mobile Geräte verfügbar. Das Unternehmen hat im August 2007 eine Schnittstelle zur Anwendungsprogrammierung (API) herausgebracht, mit deren Hilfe Entwickler Daten aus den Geschäftseinträgen von Yelp in Drittanbieter-Anwendungen verwenden können.

### Werbung
Die Haupteinkommensquelle des Unternehmens ist Geschäftskundenwerbung auf seiner Website Yelp, wozu auch die bevorzugte Platzierung von Suchergebnissen und besondere Eintragsmerkmale zählen. Im August 2013 stammten 80 % der Umsätze von Yelp Inc. aus Händlerprofilerweiterungen und Anzeigen auf seiner Website. Weitere 15 % des Umsatzes entfielen auf Werbeerlöse von Inlandsunternehmen bei einem auf 77 % pro Jahr gemessenen Werbewachstum. Per 2013 bestand das Personal von Yelp Inc. etwa zur Hälfte aus Werbungsverkäufern.

### Online-Offline-Community
Die Unternehmens-Website Yelp bildet mithilfe der Rezensionen der Benutzer und sozialem Netzwerken eine Internet-Community. Die Funktionen eines sozialen Netzwerks ermöglichen es den Besuchern der Website, die Beliebtheit, den Community-Status, die Firmen-Bewertungen und Interessen jedes Autors einer Rezension einzusehen. Yelps Kennzeichnung Erstbewerter, Peer-Feedbackmechanismen und bevorzugte Platzierung für beliebte Rezensionen zielen darauf ab, die Verfasser von Rezensionen zu motivieren. Darüber hinaus können Geschäftsinhaber mithilfe privater Mitteilungen oder öffentlicher Anmerkungen mit ihren Bewertern kommunizieren. Yelp verlangt, dass Verfasser von Bewertungen sich registrieren, und ermutigt sie, ihren echten Namen und ein Foto zu veröffentlichen. Dies erzeugt eine partizipative Kultur, in der die Benutzer ihre persönlichen Erkenntnisse und Vorschläge teilen und den lokalen Geschäften somit ein kollektives Feedback geben. Zusätzlich hat die Website ein Internetforum, in dem man über lokale Geschäfte und Veranstaltungen diskutieren kann.
Zu den Aktionen des Unternehmens zur Stärkung seiner Benutzercommunity zählen Veranstaltungen in Nachtclubs, Bars, Restaurants und kulturellen Veranstaltungsorten für seine Elite-Mitglieder in verschiedenen Städten. Den Elite-Status erreicht ein Rezensent, indem er nützliche und unterhaltsame Bewertungen schreibt, die die Anerkennung anderer gewinnen.
Im November 2016 gab Yelp bekannt, das weitere Marketing außerhalb der USA und Kanada einzustellen und entließ somit 175 Angestellte, deren Funktionen zum größten Teil das Management der Communitys im Ausland beinhalteten. Somit gibt es seit diesem Schritt keine offiziellen Offline-Community-Events außerhalb der Kernstaaten mehr.

### Benutzerbewertungsfilter
Seit seiner Gründung 2004 hat Yelp Inc. einen aggressiven Filter für Benutzerbewertungen verwendet, der das Ziel hat, Bewertungen zu isolieren, die entweder wenig hilfreich sind oder bei denen zu vermuten ist, dass sie auf die eine oder andere Weise voreingenommen oder arglistig sind. Daher werden 25 % der auf der Website des Unternehmens eingehenden Benutzerbewertungen isoliert und in einen Zweitstandort der Website eingestellt. Bei dem Filter handelt es sich um einen Algorithmus in einem hochentwickelten Softwaresystem, der viele Benutzerbewertungen aus der Berechnung der Anzahl der Sterne dieses Händlers auf der Yelp-Website ausschließt.

### Kritik und Datenschutz
Im Mai 2012 kritisierte die Stiftung Warentest, dass die Yelp-App ungefragt alle E-Mail-Adressen nicht anonymisiert versendet. Ferner wurde bemängelt, dass auch die Benutzungsstatistik an eigene Server gesendet wurde.

## Kontroversen bei den Bewertungen
Über weite Phasen seiner Geschichte war das Unternehmen Brennpunkt der Kritik von einigen seiner Geschäftskunden, die behaupteten, dass Yelp Inc. seine Website und Benutzerbewertungen auf der Grundlage manipuliert, ob dieses Geschäft Werbekunde von Yelp ist oder nicht. Yelp Inc. bestreitet dies und hat seine Unzufriedenheit mit Geschäftsinhabern ausgedrückt, die Freunde und Mitarbeiter um Bewertungen gebeten oder Scheinbewertungen gekauft haben.
Beschwerden von Geschäften wurden im August 2008 von ABC News gemeldet. 2009 berichtete der East Bay Express, man habe mit Dutzenden lokalen Geschäftsinhabern gesprochen. Sechs von ihnen hätten berichtet, dass Verkäufer von Yelp Inc. zugesagt hätten, negative Bewertungen [aus ihrer Yelp-Profilseite im Internet] zu löschen oder zu entfernen, wenn sie Werbekunden würden. Der Artikel meldete auch, dass Yelps CEO gesagt habe: Werber und Verkaufsvertreter können negative Bewertungen nicht entfernen oder löschen. Zusätzliche Behauptungen mehrerer Geschäftsinhaber wurden in einem Folgeartikel einen Monat später berichtet.
Anfang 2010 wurde eine Sammelklage gegen Yelp eingereicht. Es wurde behauptet, dass Yelp eine Tierklinik in Long Beach gebeten habe, monatlich 300 US-Dollar für Werbedienstleistungen zu zahlen, die auch die Unterdrückung oder Löschungen von Kundenbewertungen beinhalten, die die Klinik verunglimpfen. Im darauf folgenden Monat traten neun weitere Unternehmen der Sammelklage bei und zwei ähnliche Klagen wurden eingereicht. Yelp bestritt, dass seine Vertriebsbelegschaft Druck auf andere Unternehmen ausübe. Als Reaktion auf die Klagen änderte Yelp seine Richtlinien für Bewertungen und führte im April 2010 neue Funktionen ein, um Missverständnisse aufseiten von Geschäftsinhabern zu vermeiden. Zur Verbesserung der Transparenz des Bewertungsprozesses hörte Yelp auf, gewerblichen Werbekunden die Option anzubieten, eine positive Beurteilung an erster Position anzuzeigen. Diese Klagen aus dem Jahr 2010 wurden zu einer potenziellen Sammelklage zusammengefasst, die 2011 von Richter Edward Chen am US-Bezirksgericht von San Francisco abgewiesen wurde. Trotz Einsprüchen des Anwalts der Kläger entschied Chen, dass Yelps Wahlmöglichkeiten bezüglich der Anzeige von Benutzerbewertungen auf seiner Website vom Communications Decency Act gedeckt seien, der Internetunternehmen vor der Haftung für benutzergenerierte Inhalte schützt. Im Juli 2013 legten die Kläger am 9. Kreis-Berufungsgericht in San Francisco Berufung ein.
Im August 2012 behaupteten zwei Geschäftsinhaber aus New Haven im US-Bundesstaat Connecticut, Yelp habe positive Bewertungen entfernt, nachdem sie abgelehnt hatten, Werbung zu kaufen. Im Oktober führte Yelp ein System zur Aufdeckung von Firmen ein, die positive Scheinbewertungen kaufen. Ein Artikel auf ABC News gab eine eigene Liste von Firmen bekannt, die anboten, für die Veröffentlichung positiver Bewertungen auf der Yelp-Website zu bezahlen. Im November vermeldete CBS Denver die Beschwerde eines Kleinunternehmers über Yelps System zur Filterung von Bewertungen. Im Oktober 2012 platzierte Yelp Inc. 90 Tage lang Verbraucher-Warnhinweise für etwa 150 Firmen auf seiner Website, die nach Yelps Recherchen schuldig waren, für Benutzerbewertungen Geld bezahlt zu haben.
2013 bestätigte ein kalifornisches Gericht Yelps Recht auf die weitere Nutzung seines aggressiven und automatisierten Rezensionsfilters mit dem Ziel, falsche oder nicht den Tatsachen entsprechende Firmenbewertungen mithilfe nicht offengelegter Kriterien zu eliminieren. Yelp verteidigte sich 2011 in einem ähnlichen Fall (Levitt gg. Yelp) erfolgreich. Im Juni 2013 reichte Yelp Inc. Klage gegen BuyYelpReview/AdBlaze ein und beschuldigte das Unternehmen, Yelp-Bewertungen von unbekannten Accounts an unbekannte Dritte zu verkaufen. Im Juli meldete die International Business Times, dass das Unternehmen weiterhin in der Kritik außerhalb der Gerichtssäle steht, und dass im Internet und in sozialen Medien eine Stimmung gegen Yelp um sich greift. Der Artikel berichtete auch, dass bei der Federal Trade Commission in den zurückliegenden 4 Jahren fast 700 Beschwerden gegen Yelp eingegangen seien. Im August führte Yelp Inc. eine Reihe von Versammlungen im Stil von Bürgerversammlungen in größeren US-amerikanischen Städten durch, um Missverständnisse lokaler Geschäftsinhaber zu diskutieren. Yelp unterstützte die Staatsanwaltschaft des US-Bundesstaats New York bei einer Ermittlung, die dazu führte, dass gegen 19 Firmen, die Scheinbewertungen für Kleinunternehmen verfassten, die diese wiederum dafür bezahlten, Geldbußen in Höhe von insgesamt 350.000 US-Dollar verhängt wurden. Im September reichte Yelp Inc. Klage gegen einen Anwalt aus San Diego ein, der zuvor einen Rechtsstreit gegen Yelp geführt hatte, und legte dem Anwalt zur Last, dass er seine Mitarbeiter anwies, die [Yelp-]Bewertungen [seines Unternehmens] zu verfassen, und dass er einer Gruppe von Anwälten angehöre, die sich [auf Yelps Website] gegenseitig bewerteten.
Die Münchner Abendzeitung schilderte im Dezember 2013 den Fall eines Münchner Gastronomen, der für sein China-Restaurant vorerst keine Anzeigen bei Yelp schalten wollte. Er berichtet, dass in der Folge auf der Website von Yelp die (überwiegenden) positiven Beiträge aus dem Pool der empfohlenen Bewertungen verschwunden seien, was zu einem massiven Gästeverlust geführt habe.